# Saint-Martin-de-l'Arçon
Saint-Martin-de-l'Arçon là một xã thuộc tỉnh Hérault trong vùng Occitanie phía nam nước Pháp.